# Еф Кей Ей туигс
Талия Дебрет Барнет (на английски: Tahliah Debrett Barnett), по-известна с псевдонима си FKA twigs, е певица и танцьорка от Глостършър, Англия, живееща в Лондон.
Твори в стиловете трип-хоп и R&B. Добива световна популярност с първия си албум LP1, който излиза през август 2014 г.

## Биография
Баща ѝ е от Ямайка, а майка ѝ, бивша гимнастичка и танцьорка, е с испански корени.
На 17-годишна възраст Талия се премества да живее в Лондон, за да преследва кариера като танцьорка. Взима участие в музикални клипове на Джеси Джей, Кайли Миноуг и Ед Шийран.
Сред любимите ѝ музиканти са Били Холидей, Ела Фицджералд и Марвин Гей. Творчеството ѝ е сравнявано с това на Трики.
FKA в името ѝ е абревиатура на „formerly known as“, a twigs е прякорът ѝ, произлизащ от начин, по който пукат нейните кости. Първоначално сценичното ѝ име е само twigs, но поради претенции от страна на друг артист със същото име тя добавя и „FKA“ към него.

## Дискография

### Албуми
- EP1 (2012)
- EP2 (2013)
- LP1 (2014)
- MAGDALENE (2019)
- Caprisongs (2022)

### Сингли
- 2013: Water Me
- 2014: FKA x inc.
- 2014: Two Weeks
- 2014: Pendulum
- 2014: Give Up
- 2014: Video Girl
- 2016: Good to Love
- 2019: Cellophane